# Knut Enell
Knut Hugo Adolf Enell (ur. 19 marca 1887 w Sztokholmie, zm. 9 listopada 1985 w Vallentuna) – szermierz, szpadzista reprezentujący Szwecję, uczestnik letnich igrzysk olimpijskich w Sztokholmie w 1912 oraz igrzysk olimpijskich w Antwerpii w 1920  roku.